# Karma Tenkyong Wangpo
Karma Tenkyong Wangpo (tibétain : ཀརྨ་བསྟན་སྐྱོང་དབང་པོ་, Wylie : kar ma bstan skyong dbang po, THL : Karma Tenkyong Wangpo) est un desi (སྡེ་སྲིད, sde srid, Régent du Tibet) ou roi du Tsang (partie occidentale du Tibet central) de la dynastie Tsangpa, né en 1606 et décédé en 1642, régnant à Samdrubtsé (Shigatsé du XVIIe siècle jusqu'à 2014) de 1620, jusqu'à fin 1642, année de sa défaite face aux troupes mongoles qoshots de Güshi Khan. Sa mort marque la fin de la période Phagmodrupa (1351 — 1642) et inaugure la période dite du Ganden Phodrang (1642 — 1959) dans la chronologie du Tibet.

## Biographie
Karma Tenkyong Wangpo né en 1606 est le fils de Karma Phuntsok Namgyal (ཀར་མ་ཕུན་ཚོགས་རྣམ་རྒྱལ་, Kar-ma Phun-tshogs Rnam-rgyal), roi du Tsang. Il est considéré comme une incarnation de Chakna Dorje (Vajrapani, le protecteur et guide du Bouddha).
À la mort de Yonten Gyatso 4e dalaï-lama, petit fils du khan mongol toumète, Altan Khan, des conflits armés survinrent entre les Karmapa et les Gelugpa, durant son règne. Il est favorable aux écoles Karmapa (bonnet noir) et Shamarpa (bonnet rouge).
Pendant l'année du dragon de métal (1609), la hiérarchie du Karma(pa) nomme son père (Karma) Phuntshog Namgyal, Karma Tankyong Wangpo, dirige alors l'armée du Tsang vers le Ü, mais voyant que les cavaliers mongols étaient venus pour protéger l'église des bonnets jaunes, ils abandonnent par peur.
Il prend le titre de régent du Tsang en 1620, en succédant à son père, Karma Phuntsok Namgyal.
Il s'empare de Lhassa, capitale de l'Ü, entre 1630 et 1636.
Le roi du Béri, Donyo Dorje, qui suit la religion bön (chamanisme tibétain), et est comme Langdarma (dernier dirigeant de l'Empire du Tibet), un grand ennemi du bouddhisme et a détruit toutes les institutions bouddhiques des bonnets rouges et bonnets jaunes au Kham. Il s'apprête à partir avec une large armée pour conquérir le Tibet central, mais c'est à ce moment que les troupes mongoles qoshots de Güshi Khan arrivent au Kham.
Il est défait au fort de Shimbatsé (centre urbain de l'actuelle Ville-préfecture de Shigatsé), Vers 1642, Tardongpa dirigeant les troupes mongoles qoshots de Güshi Khan, partisan du palais de Ganden Phodrang (siège du dalaï-lama), envahissent la plaine, le roi Karma Tenkyong Wangpo et les forces royales se réfugie dans la forteresse. Lobsang Gyatso, 5e dalaï-lama, déclare alors ne plus vouloir être sous le pouvoir du roi de Tsang, mais uniquement les Qoshots. Les troupes mongoles sortent vainqueurs du siège à la fin de l'année 1642.
Güshi Khan donne l'ordre d’exécuter Karma Tenkyong avec ses ministres, Dronyer Bongong et Gangzukpa. l'ancien dirigeant subit la peine capitale dite ko-thumgyab-pa, qui est réservé aux gens de la haute société au Tibet. Il est mis dans un sac en peau de bœuf et jeté dans la rivière Tsangpo près de Neu,,.
Güshi khan déclare alors Lobsang Gyatso souverain du Tibet central (Dbus et Tsang). Ce dernier se fait construire à Lhassa, sur l'emplacement de l'ancien palais des rois du Tibet, le Potala (entre 1643 et 1645). En retour, Güshi Khan, déjà maître du Koukonor, du Tsaïdam et du Tibet septentrional, est reconnu par le pontife, à Lhassa même, protecteur et vicair temporel de l’Église Jaune (Gélougpa). Jusqu’à sa mort en 1656. Il fut vraiment, comme l'appelait la cour de Pékin, « Le Khan des Tibétains ».